# Tadeusz Friedrich
Tadeusz Friedrich (Nowy Sącz, 7 luglio 1903 – Cracovia, 10 ottobre 1976) è stato uno schermidore polacco, vincitore di due medaglie di bronzo nella scherma ai giochi olimpici.
È il marito di Felicja Schabińska.

## Palmarès
In carriera ha ottenuto i seguenti risultati:
- Giochi Olimpici:

Amsterdam 1928: bronzo nella sciabola a squadre.
Los Angeles 1932: bronzo nella sciabola a squadre.
- Campionati internazionali di scherma

Liegi 1930: bronzo nella sciabola a squadre.
Varsavia 1934: bronzo nella sciabola a squadre.